# 沃特維爾瓦利 (新罕布什爾州)
沃特維爾瓦利（英語：Waterville Valley）是一個位於美國新罕布什爾州格拉夫頓縣的鎮。

## 人口
根據2020年美國人口普查的數據，沃特維爾瓦利的面積為166.90平方千米，當中陸地面積為166.60平方千米，而水域面積為0.30平方千米。當地共有人口508人，而人口密度為每平方千米3人。